# Луна, Консуэло Гереро де
Консуэло Техидор Мендо, более известная как Консуэло Гереро де Луна (исп. Consuelo Texidor Mendo, mas conocido como Consuelo Guerrero de Luna) (9 марта 1905, Мадрид, Испания — 11 ноября 1972, Мехико, Мексика) — испанская и мексиканская актриса-комик театра и  кино.

## Биография
Родилась 9 марта 1905 года в Мадриде. Младшая сестра актрисы также пошла по её стопам — Ирене Гереро де Луна (1911-96), испанская актриса и мастер дубляжа. В испанском театре дебютировала в 1924 году, вошла в состав труппы Театра де ла Сарасуэла в Мадриде под руководством Рикардо Кальво Агости. У себя на родине актриса сделала обширную театральную карьеру, а затем как и многие испанские актёры эмигрировала в Мексику в связи с Гражданской войной в Испании. Находясь в Мексике, актриса продолжила свою театральную деятельность, сыграв роли в ряд спектаклей. В мексиканском кинематографе дебютировала в 1941 году и вплоть до 1961 года снялась в 51 работе в кино и трёх телесериалах. В 1947 году актриса была номинирована на премию Ariel de Plata за роль в фильме Его последнее приключение, но потерпела поражение.

### Последние годы жизни
В 1961 году вышел последний фильм актрисы, после чего её перестали приглашать в кино. Из-за отсутствия работы, актриса переехала в Дом актёра в при национальной ассоциации актёров (ANDA).
Скончалась 11 октября 1972 года в Мехико.

## Фильмография

### Телесериалы
| Год  | Название телесериала                      | Роль                                                         |
| ---- | ----------------------------------------- | ------------------------------------------------------------ |
| 1960 | Белые стены; Грехи любви; Любовные письма | Во всех трёх телесериалах актриса сыграла эпизодические роли |

### Фильмы
| Год  | Название фильмов (при съёмках в текущем году свыше чем в одном фильме, фильмы и роли идут в столбик) | Роль                                                                           |
| ---- | --- | ------------------------------------------------------------------------------ |
| 1941 | Неизвестный жандарм; О, какие времена, господин дон Симон!                                           | Донья Хоакинита; Каритина Мендес                                               |
| 1942 | Женский дом; Когда звёзды путешествуют; Палач Севильи; Это женщина моя                               | Эпизод; Тётя Лаура; Мадам Перьин; Маргарита Киенфуэгос                         |
| 1943 | Воздушный шар Кантолла; Воскресенье; Восстаньте, женщины!                                            | Донья Марта Паломарес; Тётя Рефугио; Фелисидад                                 |
| 1944 | Двор Фараона; Дочь полка; Моё королевство для тореадора; Монахиня-лейтенант                          | Фараона; Тётя; Тётя Барабара Перес дель Пулгар; Лусинда                        |
| 1945 | Белый монах; Любовь тореадора; Марина                                                                | Кондеса Проспера Уберта; Чело; Тереса                                          |
| 1946 | Виновный Дон Симон де Лира; Его последнее приключение; Женись и увидишь; Пепита Хименес              | Гумерсинда; Кристина Мендес; Клара; Эпизод; Антониэта                          |
| 1947 | Вор                                                                                                  | Сеньора Гомес                                                                  |
| 1948 | Дом Трои; Запутайся и ты увидишь; Золотые шпоры; Невеста моря; Синетический брак;                    | Донья Хасинта; Касильда; Тётя Исабель; Донья Беатрис Сильва де Салинас; Эпизод |
| 1949 | Клык Будды                                                                                           | Эпизод                                                                         |
| 1950 | Девичья лига                                                                                         | Донья Ремедиос                                                                 |
| 1951 | Маркиза из предместья; На ладони; Она и я                                                            | Сеньора Пинкертон; Сеньорита Арнольд; Энедина Гарса                            |
| 1952 | Дядя моей жизни                                                                                      | Тётя Матильде                                                                  |
| 1954 | Возьми меня на руки; Только раз                                                                      | В обоих фильмах актриса сыграла эпизодические роли                             |
| 1955 | Обманщик                                                                                             | Эпизод                                                                         |
| 1956 | Корзина мексиканских сказок                                                                          | Донья Мария                                                                    |
| 1957 | Приключения Пито Переса                                                                              | Донья Ховита                                                                   |
| 1958 | День покаяния; Рефифи среди женщин                                                                   | Женщина из борделя; Маркеса де Монтеоливо                                      |
| 1959 | Благославен среди женщин                                                                             | Няня Боргония                                                                  |
| 1960 | Дамская спальня; Дом ужасов                                                                          | Эпизод; Пациентка доктора Саласара                                             |
| 1961 | Безумие террора; Почти женат                                                                         | Донья Ангустиас, мама Марилу; Жена судьи                                       |